# Вачкажец
Вачкажец (Вачкажеч, уст. Вацкажач) — горный массив на юге полуострова Камчатка. Наивысшая точка которого гора Вачкажец высотой 1556 м над уровнем моря, расположен в 80 км к западу от Петропавловска-Камчатского. Памятник природы регионального значения.

## Описание
В ряде источников до сих пор ошибочно указывается, что Вачкажец — древний вулкан, разделённый в результате сильного извержения на три основные чётко выраженные части: гора Летняя Поперечная (1417 м), гора Вачкажицы (1502 м) и гора Вачкажец (1556 м); также ряд источников говорит о том, что в районе г. Летней Поперечной до сих пор сохранились два больших вулканических цирка, которые, по всей видимости, являются останками кратера единого большого вулкана. Основой данного мнения служат работы А.Е. Святославского (1948 год и позже, геологические описания Е. П. Клёнова, первая геологическая съемка Камчатского территориального геологического управления). Также доводом в пользу вулканогенного происхождения сторонники вулканогенной версии указывали наличие поблизости Начикинского месторождения перлита и обсидиана.
При этом уже в работах 1960-х годах рядом авторов указывалось на отсутствие непосредственно в центральных частях массива таких вулканических проявлений, как лавовые излияния и шлаковые отложения, а также на одновременные проявления многочисленных разрывных нарушений и присутствия сугубо ледниковых форм формирования рельефа. Так В. И. Тихонов в 1968 году указывает, на наличие серии прослеживаемых сдвиговых изменений в структуре Южно-Быстринского хребта, к которому относится массив Вачкажец, в том числе непосредственно в структуре самого массива.
Последовавший многолетний спор о происхождении хребта закончился лишь в XXI веке в пользу гипотезы тектонических поднятий. Согласно современным данным формирование интрузионных магматических образований в этом районе началось в позднем миоцене, 11,6-5.3 млн лет назад. Но процесс был длительным, и еще 3 млн лет назад Вачкажец еще не был сформирован. В плиоцене этот участок южной Камчатки представлял собой толщу агломератовых туфов и измененных лав, залегающих на размытой поверхности песчаников среднемиоценовой начикинской свиты. Эти отложения являлись продуктами извержений расположенных поблизости плиоценовых палеовулканов Банно-Карымшинского комплекса (к нему относятся вв. Шапочка (1226 м н.у.м.), Шемедоган (1147.6 м н.у.м), Халзан, Ягодка и др.). Также к плиоцену относятся морские отложения данного района, представляющие собой песчаники из обломков вулканических пород, содержащие остатки морской палеофауны и включающие определенное количество древесных обломков, указывающих на прибрежный тип отложений. Но начавшиеся еще в позднем миоцене надвиги и вызванные этими разрывными нарушениями в земной коре интенсивные вертикальные движения со временем нарушили целостность отложений плиоцена и образовали несколько ярусов поднятий в данной зоне, сформировавших основу массива; а уже в последующем вследствие выветривания и работы в верхнем плейстоцене ледников массив стал таким, каким мы видим его сейчас. При этом признаков отдельно сформированного вулкана у Вачкажца нет. И он не фигурирует в качестве вулкана во всех поздних публикациях, а также переизданиях, например, трудах Геологического института РАН. В материалах Государственной геологической карты Российской Федерации Вачкажец также отнесен не к вулканическим комплексам, а к позднемиоценовым интрузионным магматическим образованиям Южно-Быстринского и Плотниковского комплексов.
В эпоху верхнеплейстоценового оледенения (60-10 тыс. лет назад), здесь, как в других районах полуострова образовался ледник площадью около 120 км², который спускался до высоты 200 м над уровнем моря. Толщина льда достигала 150 м. С наступлением эпохи потепления ледники постепенно уменьшались в размерах и к настоящему времени исчезли, а выработанные ими формы рельефа (кары, цирки, троговые долины) стали популярными туристическими объектами
Также внимание посетителей массива привлекают водопады и озеро Тахколоч, образованное запрудой одного из древних моренных валов. Другие моренные валы можно увидеть в троговых долинах массива, а также в восточном ледниковом цирке вершины Летней Поперечной, являющемся ещё одним туристским объектом. На дне восточного цирка Летней Поперечной выделяется несколько невысоких морен, которые указывают на конечное положение ледника в последнюю ледниковую эпоху. В нижней части цирка (высота 750 м), куда тропа выводит туристов от озера Тахколоч, ледник существовал ещё в середине XIX столетия, то есть в эпоху Малого ледникового периода, когда занимал практически весь цирк, но к середине XX столетия растаял полностью. Последние годы в верхней части цирка можно наблюдать лишь многолетний снежник.
Район подходит для трекинга, наблюдения за птицами, любования цветами летом; зимой — является объектом для лыжного туризма и фрирайда.
На территории массива Вачкажец действуют ограничения, связанные со статусом памятника природы.
- Вачкажец осенью
- Озеро Тахколоч
- Река Тахколоч